# Cuervea kappleriana
Cuervea kappleriana là một loài thực vật có hoa trong họ Dây gối. Loài này được (Miq.) A.C.Sm. mô tả khoa học đầu tiên năm 1940.